# Hemimyzon papilio
Hemimyzon papilio es una especie de peces de la familia de los Balitoridae en el orden de los Cypriniformes.

## Morfología
Los machos pueden llegar alcanzar los 5,9 cm de longitud total.

## Hábitat
Es un pez de agua dulce.

## Distribución geográfica
Se encuentra en la cuenca del Mekong en Laos, Camboya y Vietnam.